# Visnaga
Visnaga là chi thực vật có hoa trong họ Apiaceae.

## Các loài
- Visnaga crinita
- Visnaga daucoides